# Archivo-Biblioteca de los Barones de Valdeolivos
El Archivo-Biblioteca de los Barones de Valdeolivos, también conocido como Casa Ric - Baronía de Valdeolivos, alberga parte del patrimonio documental aragonés y tiene su sede en el municipio de Fonz,  en la provincia de Huesca.

## Familia de los Ric
Este linaje, perteneciente a la pequeña nobleza aragonesa y oriundo de Fonz, villa de la provincia de Huesca, aparece documentado desde el siglo XV. Los Ric fueron carlanes de Aguilar, señores de la Bujeda y de la Torre de Aguilar. En 1765 Carlos III nombró barón de Valdeolivos a Pascual Miguel de Ric.
Miembro destacado del linaje de los Ric fue  Pedro María Ric y Montserrat (1776-1831), III barón de Valdeolivos, magistrado y político aragonés que tuvo un importante papel en los Sitios de Zaragoza (1808-1809). Francisco de Otal y Valonga, VI Barón de Valdeolivos (1876-1954), destacó por sus trabajos de genealogía, heráldica y sigilografía.
El Archivo-Biblioteca de los Barones de Valdeolivos es de carácter familiar y señorial y, tras ser donado al Gobierno de Aragón en 1987, abrió los fondos a la consulta pública a mediados de los años 90.

## Edificio
El archivo-biblioteca se ubica en la planta baja del palacio de los Ric, casa solariega de estilo renacentista del siglo XVII sita en Fonz, plaza Pedro María Ric, número 8. El palacio alberga además en sus salones muebles, cuadros, pinturas y otros detalles que constituyen verdaderas joyas. Cabe destacar la colección de objetos orientales reunida a lo largo de su vida por el diplomático Enrique Otal y Ric (1844-1895), hermano del V barón de Valdeolivos.
El 30 de junio de 1987 el Palacio, sus jardines y todo su contenido, fue donado a la Comunidad Autónoma de Aragón.

## Fondos documentales
En el fondo del archivo hay documentos con fechas que abarcan desde 1109 hasta la actualidad, aunque predomina la documentación de los siglos XVIII y XIX.
Los fondos documentales se organizan en tres grupos:
1. Casa Ric. Contiene los documentos del linaje de los Ric, los procedentes de la administración de su patrimonio, contabilidad y tributación, documentos de carácter personal y otros derivados de las funciones públicas que ejercieron los distintos miembros de la familia. Cabe destacar los que documentan las actividades intelectuales de Francisco de Otal y Valonga, VI barón de Valdeolivos.
2. Carlanía de Aguilar.[nota 1]El título de carlán alude a la persona que, en la Corona de Aragón, especialmente en Ribagorza, tenía cierta jurisdicción señorial sobre un reducido territorio.[nota 2]La serie sobre esta carlanía contiene la documentación sobre la administración y hacienda de la misma.
3. Colecciones. Serie compuesta por documentos de gran interés sobre temas tan diversos como América, la fábrica de alcoholes de Fonz, asuntos militares, Guerra de la Independencia, Real Maestranza de Caballería de Zaragoza...

## Acceso
Los documentos depositados en el Archivo-Biblioteca de los Barones de Valdeolivos forman parte del Patrimonio Documental Español y Aragonés por ello son de libre consulta (Ley de Patrimonio Histórico Español (LPHE), artículo 49.2). No obstante, pueden existir limitaciones por razones de conservación (LPHE, art. 62) o en caso de contener datos personales que puedan afectar a la seguridad de las personas, a su honor, a la intimidad de su vida privada y familiar y a su propia imagen (Ley Orgánica 15/1999, de 13 de diciembre, de Protección de Datos de Carácter Personal).